# Arbeidsveiligheid
In het domein arbeidsveiligheid wordt een antwoord gezocht op de volgende vraag:
"Kan de werknemer zijn taak uitvoeren zonder slachtoffer te worden van een arbeidsongeval?"  
Om hier een antwoord op te vinden, dient in eerste instantie een risicoanalyse uitgevoerd te worden. Er zijn verschillende onderwerpen die in een risicoanalyse aan bod dienen te komen:
- machines
- producten
- werkplaatsinrichting
- brand
- taken

Elk van deze onderwerpen vraagt een specifieke analysetechniek.

## België
Het domein is in België een van de vijf verplichte takken van de afdeling Risicobeheersing van een Externe Dienst voor Preventie en Bescherming op het Werk (EDPBW). De overige zijn gezondheid, ergonomie, arbeidshygiëne en psycho-sociale belasting.